# Осина фабрика
«Осина фабрика» (англ. The Wasp Factory) — перший роман шотландського письменника Ієна Бенкса, опублікований в 1984 році.

## Короткий огляд
Дія роману відбувається влітку 1981 року. Оповідач і головний герой — 16-ти річний Френк Колдхейм, що описує своє поточне життя і своє минуле. Френк живе разом зі своїм батьком у відокремленому особняку на острові недалеко від невеликого шотландського міста. Він практикує релігійні ритуали власного винаходу, наприклад жертвоприношення тварин. Визначальною подією у розвитку сюжету стає втеча брата Френка, Еріка, з психіатричної лікарні. Майбутнє повернення Еріка приводить до повороту сюжету і жорстокої кінцівки, яка руйнує всі уявлення Френка про себе.

## Сюжет
«Осина фабрика» — це величезний циферблат, який Френк знайшов на місцевому звалищі, і, оснастивши різними механічними пристроями власного винаходу, перетворив на своєрідну кімнату смерті, напхану жертовними пастками для ос. Кожна цифра на циферблаті позначає вид ритуальної смерті (наприклад спалювання, розчавлювання, або утоплення в сечі Френка), який має собі вибрати оса, спочатку поміщена у центр циферблату. Зроблений осою «вибір» Френк тлумачить як прогноз майбутнього. Фабрика є основним елементом особливої релігійної системи, яку вигадав і ретельно дотримувався Френк. «Фабрика» стоїть на горищі, оскільки це єдине місце в будинку, де Френк господарює безроздільно — його батько не може туди піднятися через травму ноги.
Френк вбиває не тільки ос, але і більших тварин, чиї тулуби і голови він вивішує на Жертовні Стовпи разом з іншими сакральними предметами. Стовпи визначають і охороняють кордони володіння Френка — острова, на якому він живе зі своїм батьком Ангусом. Батько — скалічений в аварії з мотоциклом чоловік, який полюбляє влаштовувати з Френком різні змагання, щоб довести свою зверхність. Дружина покинула його після народження молодшого сина. 
Френк також використовує безліч видів зброї (від рогаток, до саморобних вогнеметів і бомб з труби) для того, щоб контролювати свій острів. Він любить ходити в довгі прогулянки і пробіжки по своєму острову, і лише зрідка вибирається в містечко Портенейль, що по сусідству з островом, де напивається в місцевому пабі з карликом Джеймі, своїм єдиним другом. Френк визнає, що боїться контактів із зовнішнім світом, особливо довгої розлуки з островом, оскільки він бачив, до чого це призвело у випадку з його старшим братом, Еріком.
Ерік перебуває в психіатричній лікарні, куди потрапив через те, що став свідком трагічних наслідків халатності в госпіталі, де він проходив практику — в одній медичній палаті Ерік побачив личинки мух, і його розум ушкодився. Внаслідок цього він став підпалювати бродячих собак. На початку роману він тікає з психіатричної лікарні, і протягом всієї розповіді дзвонить Френку з телефонних будок, повідомляючи, що збирається нанести візит. Френк не впевнений, чи справді він хоче майбутнього повернення, але очевидно, що він щиро любить свого брата, і постійно наголошує, що той був вкрай чутливим і добрим до «того сумного випадку», після якого став жорстоким, небезпечним і абсолютно божевільним. Під випадком він має на увазі як собака відкусив йому геніталії. Внаслідок цього Френк став мстити тваринам і навіть убив свого молодшого брата Пола, вірячи, що в ньому переродилася душа собаки. Крім того він убив своїх кузена та кузину, Блайта та Есмеральду, ретельно спланувавши всі три смерті. Пола Френк обманом змусив підірвати стару міну, Блайту підкинув гадюку, а Есмеральду прив'язав до повітряного змія, що відніс її в море.
Батько Френка, стурбований поверненням молодшого сина, напивається і забуває сховати ключі від свого кабінету. Френк пробирається туди і знаходить медичне приладдя, з якого робить висновок, що його батько насправді жінка, що вдає із себе чоловіка. Ерік невдовзі намагається підпалити острів, але безуспішно.
В останній сцені роману Френк дізнається, що це він народився жіночої статі (хоча напад собаки справді був), але батько, даючи йому гормони, ростив його як сина. Зрештою Френк зустрічає Еріка напівсонного, критично переосмислює все своє колишнє життя, проводячи паралелі між своєю Фабрикою і світом у цілому, шкодуючи про вчинені вбивства, міркуючи про майбутнє, і в підсумку приходячи до висновку: «Я думав, моя пастка закрилася багато років тому, а виявляється, весь цей час я лише повзав по циферблату. І тільки зараз скрипить люк, тільки зараз починається справжній шлях.»

## Літературна виразність і критика
«Осина фабрика» може розглядатися як роман виховання: в книзі розповідається про те, як у міру дорослішання Френка змінюється його ставлення до певних явищ навколишнього світу.
За жанровою належністю роман також близький до готичної літератури, у плані дослідження теми смерті, смертності, і спірність у виявленні жахливого в людині. На думку літературознавця Люсі Армітт (Університет Солфорда), в «Осиній фабриці» поєднуються риси двох літературних жанрів — готики і постмодерну
У романі знайшло своє вираження скептичне ставлення Бенкса до релігії. Френк одержимий ритуалом і формою речей; Осина фабрика і Жертовні стовпи є захисними талісманами, і визначають його наміри. Це історія про владу і зловживання нею. Батько Френка обманює свого сина (одна з центральних тем Бенкса, яка знову з'являється в його романі «Вороняча дорога»). Також це історія про схильність людей до самообману, акцентована в останніх розділах книги, коли нові факти змушують читача повністю переглянути думку, що встигла скластися про оповідача.
Батько є персонажем, що найменш себе проявляє. Він залишається загадкою для читача, його видно лише через погляд свого сина. Таким чином, він сприймається хитрою людиною.
Як перший роман невідомого автора,«Осина фабрика» була зустрінута із сумішшю бурхливого схвалення (The Independent пізніше включила цей роман в сотню найкращих книг двадцятого століття) та суперечок з приводу описів жахливої жорстокості і сцен насильства. Хоча це в основному стосується тварин, Френк також згадує вчинене ним вбивство трьох маленьких дітей, причому в той час він сам був дитиною. Вбивства описані у відвертому і безпристрасному стилі, часто з абсурдистським гумором; більш обурливими, ніж деталі цих звірств, можуть бути глибина і сила, з якими Френк їх змальовує.

## Переклади українською
- Ієн Бенкс. Осина фабрика. Переклад з англійської: Гєник Бєляков. Харків: КСД, 2017. 208 стор. ISBN 978-617-12-3847-3